# Артільне (Куп'янський район)
Арті́льне — село в Україні, у Вільхуватській сільській громаді Куп'янського району Харківської області. Населення становить 55 осіб. До 2020 орган місцевого самоврядування — Рубленська сільська рада.

## Географія
Село Артільне знаходиться на кордоні з Росією, біля балки Качина, за 2 км від витоків річки Козинка, поруч невеликий лісовий масив урочище Кругле (дуб), за 3 км від сіл Березники та Шев'яківка. По селу протікає пересихаючий струмок.

## Історія
- 1650 - дата заснування.
- 12 червня 2020 року, відповідно до розпорядження Кабінету Міністрів України  № 725-р «Про визначення адміністративних центрів та затвердження територій територіальних громад Харківської області», увійшло до складу Вільхуватської сільської громади.[1]
- 19 липня 2020 року, в результаті адміністративно-територіальної реформи та ліквідації Великобурлуцького району, селище увійшло до складу Куп'янського району Харківської області[2].
- 22 червня 2023 року рішенням №230 Національної комісії зі стандартів державної мови віднесено до списку населених пунктів, які «можуть не відповідати лексичним нормам української мови», зокрема стосуватися «російської імперської чи колоніальної політики». Громаді рекомендовано обґрунтувати доцільність збереження поточної назви або запропонувати нову назву в установленому законодавством порядку.[3]

## Економіка
- В селі є молочно-товарна ферма.
- Сільськогосподарське ТОВ «Агрофірма "Артільне"».

## Об'єкти соціальної сфери
- Загальноосвітня школа I - III ступенів.

## Видатні уродженці
- Купін Петро Олександрович — Голова Луганської ОДА.